# Pellenes hadaensis
Pellenes hadaensis är en spindelart som beskrevs av Prószynski 1993. Pellenes hadaensis ingår i släktet Pellenes och familjen hoppspindlar. Inga underarter finns listade i Catalogue of Life.